# نابليون بي. هاريسون
نابليون بي. هاريسون (بالإنجليزية: Napoleon B. Harrison) هو ضابط أمريكي، ولد في 19 فبراير 1823 في مرتينسبورغ في الولايات المتحدة، وتوفي في 27 أكتوبر 1870 في كي ويست في الولايات المتحدة.